# Shanghai Knights
Shanghai Knights (titulada Shanghai Kid en Londres en Hispanoamérica y Los rebeldes de Shangai en España) es una película estadounidense de acción y comedia estrenada en 2003, dirigida por David Dobkin y protagonizada por Jackie Chan y Owen Wilson. Es la secuela de Shanghai Noon (2000) y fue escrita por Alfred Gough y Miles Millar, los productores de la serie Smallville, y es la última surgida del acuerdo entre Spyglass Entertainment y The Walt Disney Company.

## Trama
1887, Ciudad Prohibida (China). Una muchacha camina por los pasadizos de un gran palacio, muy vigilado, y observa a un anciano que está manipulando una preciosa y, aparentemente, valiosa joya, hasta que éste le advierte que está prohibido mirar el Sello Imperial, que así se llama la joya. Se revela que el anciano y la chica son, respectivamente, el padre y la hermana de Chon Wang (Jackie Chan) cuando ella le dice a su padre que Chon le manda recuerdos en una carta que ha llegado ese día. Su padre le replica que su hijo está muerto para él. 
Un grupo de "Bóxers" ataca el palacio, matando sin piedad a todos los guardias. Con ellos entra un hombre alto y distinguido: Lord Nelson Rathbone (Aidan Gillen), que pretende robar el Sello Imperial. Pese a los esfuerzos de Lin Wang y su padre, Rathbone le clava a este último una daga en el corazón. Mientras el anciano mira la daga y murmura: "Wu Chow", el otro le dice, burlón, que Wu Chow le envía recuerdos. Lord Rathborne se lleva el Sello sin más problemas, el anciano agoniza y, luego de darle a Lin una misteriosa caja para que la envíe a su hermano Chon, muere. Lin jura vengarse y recuperar el Sello. 
Mientras tanto, a 9000 kilómetros de allí, en Carson City (Nevada), Chon Wang se prepara para un nuevo día como sheriff local, y observa a su ayudante partirse de risa leyendo el libro "Roy O'Bannon contra la Momia", escrito por Roy, el viejo amigo de Chon (aunque como autor aparece un tal Sage McCallister). Supuestamente, el libro está basado en la aventura que ellos dos y la princesa Pei Pei vivieron en "Shanghái Kid: del Este al Oeste", pero está plagado de mentiras y de autobombo hacia el propio Roy. De repente, llega el correo postal, y le entrega una carta de Lin, en la que le cuenta lo que sucedió con su padre en China. Chon pone una cara de infinita pena, y tras un corto ritual funerario chino, se dirige a Nueva York, a pedirle a Roy su parte del oro que el emperador de China les dio como recompensa por salvarlos a él y a su hija, Pei Pei. 
Encuentra a Roy en un  hotel de Nueva York. En contra de lo que Chon creía, Roy no ha cambiado ni un pelo: sigue siendo un vividor fracasado y mentiroso, que busca su lugar en el mundo. Después de un cálido reencuentro, Roy le dice que "invirtió el oro en un negocio de zepelines", y que no se lo puede dar. Al oir esto, Chon enfurece y Roy le promete pensar algo. Propone que Chon se vuelva gigoló, pero éste se niega. Mientras tanto, llega al hotel el alcalde de la ciudad buscando a sus hijas, con las que aparentemente Roy se estaba acostando. Cuando los descubre, Chon y él tienen que escapar de Nueva York a toda prisa y terminan colándose en un barco. 
En el barco, Chon sigue furioso con Roy, a pesar de que el antiguo bandolero trató de disculparse, torpemente. Es entonces cuando Chon le habla a Roy de su padre. Éste era el guardián del Sello Imperial, el símbolo del poder del emperador de China desde los tiempos de Gengis Khan; Chon, que era un guarda de palacio muy torpe hasta que conoció a Roy, lo avergonzaba a menudo. Chon se lamenta por no haber estado ahí cuando mataron a su padr. Roy le responde que se encontraba muy lejos para ayudar o saber nada. Jura ayudar a su amigo a recuperar el Sello y vengar la muerte de su padre, lo que Chon agradece. 
En Londres, el Lord Presidente de la Cámara de los Lores abre la sesión diaria, cediendo la palabra a lord Rathbone, que pronuncia un hipócrita discurso sobre la "mala situación" de China, culpando de ella a los Bóxers y omitiendo el robo y asesinato perpetrados por él. Al salir de la sesión en su lujoso auto, Rathbone oye un chasquido, y aparece un hombre asiático. Rathbone se enfurece por la falta de disimulo de éste y le entrega la daga con la que mató al padre de Chon, indicando que el otro hombre es Wu Chow. Al bajarse del carruaje, Chow menciona que espera que se lleven mejor cuando Rathbone sea rey (Rathbone es el décimo en la línea de sucesión al trono) y Chow emperador. 
Chon y Roy llegan a Londres, donde se encuentran con la apatía de los ciudadanos, y Roy se molesta por que conduzcan por la izquierda. En ésas, se encuentran a un pilluelo, llamado Charlie, que se ofrece a servirles de guía por dinero. Roy lo rechaza, pero el hábil muchacho ya le ha robado a Roy su reloj (que éste le robó a su tío) en un descuido. Al descubrirlo, Roy, furioso, se lanza tras él, seguido por Chon. El muchacho corre, pero le acorralan los miembros de "La Banda de la Calle Flick" y le reprochan estar "trabajando" en el territorio de su banda. Chon y Roy aparecen y, tras una emocionante pelea, reducen a la banda, ante la perpleja mirada de un inspector de Scotland Yard, que decide llevárselos allí. 
El inspector, Arthur Conan Doyle, les agradece el haber derrotado a la banda, a la que él llevaba 3 años persiguiendo sin éxito. También le devuelve su reloj a Roy, no sin antes usar un innovador sistema de deducción similar al de su personaje, Sherlock Holmes, para indagar en la personalidad de Roy, acertando en todo. Doyle también se revela como un fan de Roy, Chon, y del libro de Roy. Aprovechándolo, Chon le pregunta si podría encontrar a Lin, su hermana. Doyle le revela que Lin está allí, en la cárcel, ya que intentó matar a lord Rathbone. Chon y Roy se encuentran con Lin, quien se alegra de reencontrarse con su hermano y queda flechada con Roy (y él con ella). 
Para la sociedad y la policía londinense, lord Rathborne no es un asesino y Ling está loca, así que Doyle no puede liberarla, por mucho que Roy insista. Los amigos no tienen más remedio que abandonarla en Scotland Yard. Deprimidos, recorren las calles de la ciudad y se encuentran con Charlie, al que Roy se enfrenta por el robo del reloj. Parecen estar por irse a las manos, pero empieza a llover y Charlie les ofrece alojamiento. 
En una lujosa casa, donde Charlie consiguió colarlos, Chon y Roy planean sus próximos movimientos. Chon afirma que lo mejor es matar a Rathbone en cuanto lo tengan enfrente, pero Roy replica que solamente conseguirán ser considerados asesinos locos, como Lin, la cual, además, jamás saldría de la cárcel. Roy opta por conseguir el Sello que Rathbone robó, y empieza a elaborar un plan disparatado, hasta que Charlie les proporciona una invitación para asistir a una pequeña fiesta en la finca de Rathbone, con motivo de los 50 años en el trono de la reina Victoria. 
Los amigos se presentan en la fiesta disfrazados: Roy, de oficial del ejército, y Chon, de "maharajá de Nevada". Al principio intentan integrarse entre los demás en el salón de baile-comedor. Sin embargo, a Roy le desagrada la comida británica y Chon se ve obligado a conversar con Rathbone, resistiendo las ganas de matarle. Deciden salir del salón para buscar el Sello, sigilosamente. Tras inspeccionarlo todo, sufriendo varias situaciones cómicas, se enzarzan en una pelea con un grupo de "Bóxers", a la que, sorprendentemente, se une Lin.
Luego de liberarse de los "Bóxers", los tres se adentran en un pasadizo y terminan en los establos de la finca, donde ven a Rathbone consultando, impaciente, un reloj. De repente, aparece Wu Chow. Rathbone vuelve a quejarse del sigilo del malvado chino, y éste exige ver el Sello. Mientras Wu Chow examina el Sello, Chon y Lin lo reconocen, y le cuentan a Roy su historia: es el hermanastro del emperador de China y, años atrás, intentó dar un golpe de Estado y tomar el poder, pero el señor Wang lo pilló. Wu Chow fue desterrado, aunque juró volver para terminar lo que había empezado. 
Wu Chow devuelve el Sello a Rathbone y abandona el establo. Lin ataca al noble, que suelta el Sello. Los otros dos intentan agarrarlo, pero Charlie (a quien Chon y Roy habían dejado dentro de un carruaje) aparece repentinamente y lo roba, antes de huir. Durante la pelea, Rathbone prende fuego al establo y encierra a los amigos. Lin escapa a través del techo, mientras que los otros dos lo hacen en el auto de Rathbone, a pesar de no saber cómo manejarlo ni por dónde ir.
Luego de pasar la noche en el auto Chon y Roy caminan por un agradable páramo verde y pasean por Stonehenge. Poco después los recoge Lin, disfrazada de cochero chino y montada en una humilde calesa. Dentro de la calesa, Roy bromea con Lin sobre la torpeza y el malísimo sentido de la orientación de su hermano. También intenta empezar a ligar con la chica, pero Chon se sienta entre ellos. Los tres llegan a un burdel llamado "El Gato con Botas". Allí, Roy le pide a Chon que lo ayude a conquistar a su hermana hablándole bien de él. Chon, con una sonrisa, le replica que le dirá "la verdad". En efecto, Chon lo hace: le cuenta a Lin lo sinvergüenza, mujeriego y descentrado que es Roy, y reconoce que, aunque Roy es su amigo, se avergüenza de él. Prohibe a su hermana que esté con Roy, pero ella se niega a hacerle caso, ya que ama a Roy, y sale.
Roy, que estaba en el cuarto de al lado, escucha las palabras de Chon y se siente profundamente herido. Los amigos pelean en el bar, pero se reconcilian cuando Chon organiza una fiesta de pelea de almohadas con varias prostitutas del burdel a modo de disculpa. Lin los descubre, y, avergonzada, sale huyendo, topándose en un puente cercano con Jack el Destripador, a quien reduce sin problemas, y arroja al Támesis. Chon y Roy se reúnen con ella. En ese momento, Rathbone y los "Bóxers" los encuentran y apresan.
En su guarida, Wu Chow se burla de Chon por seguir sirviendo al emperador de China y le muestra la daga con la que Rathbone mató a su padre, aún manchada con la sangre de éste, enfureciéndolo. Los secuaces de Rathbone y Chow torturan a Lin para que los otros dos les digan dónde está Charlie, quien tiene el sello. Cuando Roy les dice que paren, Rathbone se burla de él y de su libro. Roy le responde llamándolo, entre otras cosas, pervertido ya que en la biblioteca de la finca de Rathbone, Roy encontró y hojeó un ejemplar del "Kama Sutra". Los villanos revelan su plan maestro: Rathbone robó el Sello Imperial para entregárselo a Wu Chow. Acambio éste matará a la Reina y a 8 de sus familiares, para que Rathbone quede primero en la línea de sucesión y se convierta en rey. Culparán de todo a Lin, a quien se llevan con ellos.
Rathbone y Wu Chow dejan a los dos amigos colgados por los pies, atrapados en una trampa que los sumergirá en el Támesis. Roy se confiesa con Chon y le revela que no invirtió todo el oro del emperador en zepelines, sino que la mayor parte de él se fue en publicar un millón de copias de los libros de "Roy O'Bannon contra la Momia", escritos por él usando nombre "Sage McCallister". También le dice que en verdad está enamorado de su hermana, y Chow le da su bendición con condiciones: si Roy le hace daño a su hermana, se las pagará. Finalmente, escapan nadando por el río, tras pelear con los "Bóxers".
Los dos amigos se encaminan hacia la oficina del inspector Doyle, disfrazados como Sherlock Holmes y Watson. Sin embargo, Doyle no puede hacer nada por ellos: lord Rathbone le despidió después de la fuga de Lin y la intrusión de Chon y Roy en la fiesta de su finca. Ambos le cuentan el malévolo plan de Rathbone y Wu Chow, pero el ex-inspector replica que, sin pruebas, todo eso no es más que un disparate. 
Chon y Roy necesitan encontrar a Charlie, para recuperar el Sello Imperial, así que le dan a Doyle el sombrero del chico para que use su método deductivo con él. Doyle localiza a Charlie en el museo de estatuas de cera de Madame Tussauds, donde también llegan los "Bóxers". Chon pelea con ellos y Charlie escapa. Roy lo persigue hasta una sala donde se exhiben reproducciones de la Familia Real y recupera el Sello, escondido abajo de la falda de la reina Victoria.
Antes de que puedan irse con el sello, los "Bóxers" atrapan a Charlie y amenazan con matarlo. Los otros les entregan el Sello para que no lo hagan. Cuando tratan de salir del museo, la policía detiene a Roy, Chon y Doyle, y los lleva a Scotland Yard. Hablando con Doyle camino a la prisión, descubren que Rathbone y Wu Chow planean cometer su magnicidio múltiple durante los fuegos artificiales, en la celebración del jubileo de la reina Victoria, usando una ametrelladora.
Se lamentan por no poder detenerls, pero Charlie llega con las llaves del carruaje carcelario en que los tres están y los libera, en agradecimiento porque lo salvaran de los "Bóxers". Preguntan a Charlie su nombre y él les dice que se llama Charlie Chaplin. Roy, Chon y Doyle parten hacia la celebración del jubileo de la reina para detener a Rathbone y Chow.
En el palacio, Wu Chow, vestido con un elegante traje ceremonial, contempla a la prisionera Lin, y da instrucciones a sus hombres de cortarle el pescuezo y dejar el cadáver cerca del arma del crimen una vez que hayan asesinado a la Familia Real. Doyle, Chon y Roy ven a Wu Chow en un barco y deducen que Lin está ahí. Chon dice a los otros que salven a la Familia Real y salta al barco para rescatar a su hermana. Luego de hacerlo, ambos hermanos pelean contra Chow, impidiendo el magnicidio. Chow está a punto de apuñalar a Chon, pero Lin le dispara con un cañón lanzador de fuegos artificiales, haciendo que el villano explote en pedazos.
Rathbone intenta huir, pero Doyle y Roy lo acorralan, montados en un caballo. Cuando Doyle intenta arrestarlo, el noble lo hiere en el pecho con un mini revólver. Lin se queda con Doyle. Los otros dos persiguen a Rathbone, luego de jurar detenerlo en nombre del señor Wang y de que Lin bese a Roy. 
Rathbone se esconde en el interior del Big Ben, y hacia allí se encaminan Chon y Roy. Suben por las escaleras a del famoso monumento, buscando al villano. Rathbone aparece de repente y patea a Roy, arrojándolo al vacío a través del vidrio del reloj. Furioso, Chon pelea contra él. Ambos se enzarzan en una encarnizada lucha a espada en varios asaltos. 
El noble inglés parece estar ganando la pelea, hasta que Chon dice: ¡"Has matado a mi amigo...y a mí padre"!, y  corta una cuerda unida a una de las piezas internas del Big Ben, sobre la que se encontraban. Ambos salen despedidos a través de la esfera del reloj gigante y caen al vacío. Sin embargo, Roy, que se había agarrado a una de las agujas del Big Ben, atrapa a Chon y lo salva. 
Tienen un momento de respiro, hasta que la aguja se mueve hacia abajo, haciendo que queden colgados, en una situación de vida o muerte. Deciden arriesgarse y dejarse caer, agarrándose de una bandera británica que estaba colgada en un costado del Big Ben, para ralentizar su caída. Terminan por caer adentro de un carruaje, donde se encuentra la mismísima Reina, que los observa alucinada.
En una solemne ceremonia, la reina Victoria nombra caballeros a Chon, Roy y Doyle. Fuera, todos lo celebran, y Chon intenta por enésima vez resolver un puzzle que su padre le envió (el misterioso paquete que el moribundo señor Wang le entregó a su hija antes de morir). Roy intenta ayudarlo, de manera brusca, y el puzzle se abre, revelando una bonita piedra con una inscripción en chino: "La familia es para siempre, hijo. La piedra que has lanzado me llena de orgullo". Roy admira el mensaje, y añade que él también desea "lanzar su propia piedra" (refiriéndose a su futuro con Lin).
En un carruaje de clase media, Roy y Chon discuten sobre qué hacer ahora. Roy sugiere dirigirse a Hollywood, donde se están empezando a hacer las primeras películas de cine. Chon muestra interés, y se lamenta de que Charlie no esté con ellos, aunque lo que no sabe es que el pilluelo se ha escondido en la parte de atrás del carruaje.

## Elenco
- Jackie Chan como Chon Wang
- Owen Wilson como Roy O'Bannon
- Fann Wong como Chon Lin
- Aidan Gillen como Lord Nelson Rathbone
- Donnie Yen como Wu Chow
- Aaron Taylor-Johnson como Charlie Chaplin
- Thomas Fisher como Arthur Conan Doyle
- Oliver Cotton como Jack el Destripador
- Kim Chan como Padre de Chon Wang
- Gemma Jones como Reina Victoria
- Brad Allan como Thug (sin acreditar)

### Equipo de Jackie Chan
- Brad Allan
- Tom Wu
- Nicky Li
- He Jun
- Wu Gang
- Han Guan Hua
- Park Hyun Jin
- Lee In Seob

## Recepción
La película recibió críticas mixtas. Algunos críticos destacaron la química entre Chan y Wilson, las secuencias de acción y la naturaleza divertida de la película, pero lamentaron la trama. En Rotten Tomatoes, la película tiene un índice de aprobación del 66% basado en 151 críticas. En Metacritic, la película tiene una puntuación de 58 de 100, basada en las reseñas de 33 críticos. El público encuestado por CinemaScore le dio a la película una calificación "B+" en la escala de A a F.
Roger Ebert, del Chicago Sun Times, le dio a la película 3 de 4 estrellas, calificándola de "divertida de una manera amplia y genial", pero desaprobó la trama "totalmente arbitraria". Joe Leydon, de Variety, la encontró mejor que su predecesora: "Un seguimiento enormemente entretenido y más lujoso del Shanghai Noon del 2000, el concepto de Oriente y Occidente de alto concepto, que primero se unió al dúo mejor vendido, la foto se eleva aún más alto en la silla de montar como una flota y un gracioso deleite de la multitud ". Elvis Mitchell de The New York Times dio una crítica positiva, destacando las secuencias de lucha de Chan y la actuación de Wilson, señalando cómo "Wilson consigue robar una parte de la película que Chan es lo suficientemente inteligente como para no querer". Mitchell también elogió la cinematografía "francamente hermosa" y dijo que la reputación de Chan está "resucitada en la secuela entusiasta y alegre", calificándola como "una de las mejores". Nathan Rabin de The AV Club también elogió la química entre los dos protagonistas y escribió: "Chan encontró al compañero de pantalla perfecto en Wilson", Rabin criticó la trama "delgada", pero descubrió que "hay un elemento de grandes éxitos" en las escenas de lucha de Chan.